# Pu Shunqing
Pu Shunqing (1902 – ?) en chino, 濮舜卿, fue una guionista, dramaturga, asistente de dirección y actriz china. Escritora feminista y defensora de la liberación de la mujer, se la considera la primera guionista femenina de China.

## Trayectoria
Pu estudió la Universidad del Sureste en Nankín, provincia de Jiangsu, donde se especializó en Economía política. En la universidad formó la Sociedad de Drama del Sureste con su compañero de clase, y más tarde, marido Hou Yao.Escribió la conocida obra de tres actos, Paradise on Earth, que añade un personaje femenino llamado Sabiduría a la trama del libro del Génesis. La sabiduría impulsa a Eva a comer la manzana y construir un paraíso en la tierra. Pu hizo un llamamiento a la liberación de la mujer por boca de Sabiduría, que declara que “si no crees en Dios, él desaparecerá”.
En 1924, protagonizó la película The World against her dirigida por Hou, siendo esta su primera colaboración.Escribió el guion de Cupid's Puppets en 1925, convirtiéndose en la primera guionista china.La película fue estrenada en el cine ese mismo año. El dramaturgo Hong Shen señaló que Pu y su marido se influyeron mutuamente en su estilo. Ambos se interesaban por historias centradas en las mujeres.
Se unió a la China Sun Motion Picture Company en 1926. Ese año colaboró con Hou en la edición de la película God of Peace. En 1927, trabajó como asistente de dirección y guionista de la película Way Down West. Paradise on Earth, una colección de sus obras de teatro, se publicó en 1928.Ella escribiría los guiones de Cai Gongshi y Mulan Joins the Army antes de que la China Sun Motion Picture Company se declarara en quiebra. También escribió los guiones Hibiscus Tears y Her New Life, pero nunca se llegaron a rodar.La carrera cinematográfica de Pu terminó cuando la compañía China Sun fue adquirida por Lianhua Film Company en 1930.La catalogaron como dramaturga del Movimiento del Cuatro de Mayo ya que estuvo muy influida por sus ideales.
A finales de la década de 1930, ejerció la abogacía en Tianjin y tuvo su propia columna de asesoramiento jurídico en el periódico Shen Bao. Tras la Segunda Guerra Mundial se presentó como candidata al Congreso, pero no consiguió escaño.

## Filmografía
Como guionista y asistente de dirección:
- Way Down West (1927)[3]

Como guionista:
- Cupid's Puppets (1925)[1]
- Hibiscus Tears (1926)[1]
- Her New Life (1927)[1]
- Divorcee Comedies (1927)
- Cai Gongshi (1928)[1]
- Mulan Joins the Army (1928)[1]

Como actriz:
- The World Against Her (1924)[1]

## Obras teatrales
- The Plaything of the Goddess of Love
- Paradise on Earth (1928)[3]